# Толченов, Александр Павлович
Александр Павлович Толчёнов (1826 — 1888) — русский актер, драматург и переводчик.

## Биография
Родился в семье актера-трагика эпохи В. Каратыгина Павла Ивановича Толчёнова (1787—1862). Актерское специальность освоил в Петербургском театральном училище (1835—1845). После его окончания играл в драматической труппе Александринского театра. В 1848—1859 годах в Одессе, затем играл на провинциальных сценах (Кишинёв, Херсон, Киев, Орёл), а после 1873 года на клубных сценах в Санкт-Петербурге.
Из оригинальных пьес Толчёнова успехом пользовались комедия «Провинциальные сплетни» и водевиль «Кутерьма 1 апреля».
В конце жизни опубликовал воспоминания (в суворинском еженедельном приложении к газете «Новом времени»).
В 1885 году разбит параличом, остаток жизни провёл в богадельне.